# Ichneumon molorchi
Ichneumon molorchi är en stekelart som beskrevs av Oculus 1881. Ichneumon molorchi ingår i släktet Ichneumon och familjen brokparasitsteklar. Inga underarter finns listade i Catalogue of Life.